# یوسف قلفا
یوسف قلفا (عربی: يوسف قلفا؛ زادهٔ ۱۴ مهٔ ۱۹۹۳) بازیکن فوتبال اهل سوریه است.
از باشگاه‌هایی که در آن بازی کرده‌است می‌توان به باشگاه فوتبال القادسیه عربستان سعودی اشاره کرد.
وی همچنین در تیم‌های ملی فوتبال زیر ۲۳ سال سوریه و سوریه بازی کرده‌است.